# Nižný Kručov
Nižný Kručov é um município da Eslováquia, situado no distrito de Vranov nad Topľou, na região de Prešov. Tem 3,7 km² de área e sua população em 2018 foi estimada em 399 habitantes.

## Demografia
| Ano:        | 1994 | 2004   | 2014   | 2024   |
| ----------- | ---- | ------ | ------ | ------ |
| Broj ljudi: | 385  | 387    | 418    | 386    |
| Razlika:    |      | +0,51% | +8,01% | -7,65% |

| Ano:               | 2023 | 2024   |
| ------------------ | ---- | ------ |
| Número de pessoas: | 391  | 386    |
| Diferença:         |      | -1,27% |